# I Am the Sea
Pistes de Quadrophenia
The Real Me
I Am the Sea est la première chanson de l'opéra-rock Quadrophenia des Who, paru en 1973.

## Caractéristiques et description
Cette chanson fait office d'introduction à l'album. Elle ne fait pas l'objet d'une orchestration particulière; elle est tout entière traversée par le son des vagues et le grondement des embruns. Dans un effet assez fantomatique, on entend des extraits de l'album en arrière-plan de ces bruitages maritimes. 
La composition de cette chanson n'est pas sans rappeler l'"ouverture" de l'opéra-rock Tommy : un enchaînement constant des thèmes principaux de l'album. Au départ, on parvient à distinguer le thème de Helpless Dancer joué par les cuivres de John Entwistle; ensuite la voix de Roger Daltrey chante Is it me?, autre thème de l'album. Vient ensuite le refrain de la chanson Bell Boy, puis celui de Love, Reign o'er Me. Le titre se termine par Daltrey grognant : "Can you see the real me, can you, can you ?", enchaînant ainsi sur la chanson suivante, The Real Me.

## En concert
Cette chanson n'était pas interprétée par les Who en concert, mais était diffusée avant que le groupe n'interprète le reste de l'album, sous forme de cassette diffusée en quadriphonie : le son provenait ainsi des quatre côtés de la salle de concert.

## Sources
- (en) Cet article est partiellement ou en totalité issu de l’article de Wikipédia en anglais intitulé « I Am the Sea » (voir la liste des auteurs).
- Notes sur l'album et les chansons
- Site de référence sur l'album